# Artaxerxes (Arne)
Artaxerxes és una òpera en tres actes de Thomas Arne, amb llibret sembla d'ell mateix adaptant el de Metastasio. S'estrenà al Covent Garden de Londres el 2 de febrer de 1762.
L'any 1760, després de doctorar-se en música a Oxford, Arne passà al Covent Garden, on l'any 1762 obtingué un gran èxit amb Artaxerxes, l'única òpera anglesa escrita a la manera italiana fins al segle xix.	